# Temporada 1951-52 de los Milwaukee Hawks
La Temporada 1951-52 fue la tercera de los Hawks en la NBA, la primera en su nueva sede de Milwaukee. La temporada regular acabó con 17 victorias y 49 derrotas, ocupando el quinto y último puesto de la División Oeste, no logrando clasificarse para los playoffs.

## Elecciones en elDraft
| Ronda | Puesto | Jugador       | Posición  | Nacionalidad   | Universidad    |
| ----- | ------ | ------------- | --------- | -------------- | -------------- |
| 1     | 2      | Mel Hutchins  | Ala-Pívot | Estados Unidos | BYU            |
| 2     | 11     | Bill Gossett  | Ala-Pívot | Estados Unidos | Colorado A&M*  |
| 4     | 31     | Jim Slaughter | Pívot     | Estados Unidos | South Carolina |
| 6     | 51     | John Rennicke | Base      | Estados Unidos | Drake          |

## Temporada regular
| División Oeste           | División Oeste | División Oeste | División Oeste | División Oeste | División Oeste | División Oeste | División Oeste | División Oeste |
| Equipo                   | G              | P              | %              | PD             | Casa           | Fuera          | Neutral        | Div            |
| ------------------------ | -------------- | -------------- | -------------- | -------------- | -------------- | -------------- | -------------- | -------------- |
| x-Rochester Royals       | 41             | 25             | .621           | -              | 28-5           | 12-18          | 1-2            | 22-14          |
| x-Minneapolis Lakers     | 40             | 26             | .606           | 1              | 21-5           | 13-20          | 6-1            | 24-12          |
| x-Indianapolis Olympians | 34             | 32             | .515           | 7              | 25-6           | 4-24           | 5-2            | 18-18          |
| x-Fort Wayne Pistons     | 29             | 37             | .439           | 12             | 22-11          | 6–24           | 1-2            | 17-19          |
| Milwaukee Hawks          | 17             | 49             | .258           | 24             | 8-13           | 3–22           | 6-14           | 9-27           |

## Estadísticas
| Rk | Jugador         | Edad | P  | PT | MP   | TC  | TCI  | %TC  | 3P | 3PI | %3P | TL  | TLI | %TL  | RO | RD | RT   | AS  | RB | TAP | BP | FP  | PTS  |
| -- | --------------- | ---- | -- | -- | ---- | --- | ---- | ---- | -- | --- | --- | --- | --- | ---- | -- | -- | ---- | --- | -- | --- | -- | --- | ---- |
| 1  | Don Otten       | 30   | 57 |    | 30.3 | 3.8 | 10.8 | .352 |    |     |     | 5.4 | 7.1 | .769 |    |    | 7.3  | 2.1 |    |     |    | 3.5 | 13.0 |
| 2  | Dike Eddleman   | 29   | 50 |    | 32.3 | 4.5 | 14.0 | .324 |    |     |     | 3.7 | 5.9 | .631 |    |    | 4.6  | 2.2 |    |     |    | 3.9 | 12.8 |
| 3  | Dick Mehen      | 29   | 65 |    | 35.3 | 4.5 | 12.7 | .356 |    |     |     | 1.8 | 2.6 | .701 |    |    | 4.3  | 2.6 |    |     |    | 3.2 | 10.8 |
| 4  | Walt Kirk       | 27   | 11 |    | 36.0 | 2.5 | 9.2  | .277 |    |     |     | 5.0 | 7.1 | .705 |    |    | 4.0  | 2.5 |    |     |    | 4.3 | 10.1 |
| 5  | Don Boven       | 26   | 66 |    | 30.0 | 3.0 | 10.1 | .299 |    |     |     | 3.9 | 5.3 | .731 |    |    | 5.1  | 2.7 |    |     |    | 4.1 | 9.9  |
| 6  | Mel Hutchins    | 23   | 66 |    | 39.7 | 3.5 | 9.6  | .365 |    |     |     | 2.2 | 3.4 | .644 |    |    | 13.3 | 2.9 |    |     |    | 2.9 | 9.2  |
| 7  | Dillard Crocker | 27   | 32 |    | 23.8 | 3.0 | 8.6  | .350 |    |     |     | 2.9 | 4.3 | .662 |    |    | 3.4  | 1.8 |    |     |    | 3.9 | 8.9  |
| 8  | Red Owens       | 26   | 10 |    | 28.5 | 2.8 | 9.1  | .308 |    |     |     | 2.4 | 3.9 | .615 |    |    | 3.1  | 3.2 |    |     |    | 4.1 | 8.0  |
| 9  | Don Rehfeldt    | 25   | 29 |    | 20.5 | 2.7 | 7.8  | .350 |    |     |     | 1.7 | 2.0 | .860 |    |    | 6.0  | 1.3 |    |     |    | 2.7 | 7.1  |
| 10 | Kevin O'Shea    | 26   | 43 |    | 25.0 | 2.1 | 7.0  | .306 |    |     |     | 1.7 | 2.6 | .655 |    |    | 2.8  | 2.3 |    |     |    | 2.6 | 6.0  |
| 11 | Art Burris      | 27   | 12 |    | 22.4 | 2.0 | 6.8  | .296 |    |     |     | 1.6 | 2.3 | .704 |    |    | 4.2  | 1.3 |    |     |    | 2.5 | 5.6  |
| 12 | Elmer Behnke    | 22   | 4  |    | 13.8 | 1.5 | 5.5  | .273 |    |     |     | 1.0 | 1.8 | .571 |    |    | 4.3  | 1.0 |    |     |    | 3.3 | 4.0  |
| 13 | Nate DeLong     | 26   | 17 |    | 7.8  | 1.2 | 2.5  | .476 |    |     |     | 1.4 | 2.1 | .686 |    |    | 1.8  | 0.8 |    |     |    | 2.8 | 3.8  |
| 14 | Cal Christensen | 24   | 24 |    | 15.6 | 1.2 | 4.0  | .302 |    |     |     | 1.3 | 2.4 | .526 |    |    | 3.4  | 1.4 |    |     |    | 2.0 | 3.7  |
| 15 | Bob Wilson      | 25   | 63 |    | 20.8 | 1.3 | 4.2  | .299 |    |     |     | 1.2 | 2.1 | .578 |    |    | 3.3  | 1.7 |    |     |    | 2.7 | 3.7  |
| 16 | Gene Vance      | 28   | 7  |    | 16.9 | 1.0 | 3.7  | .269 |    |     |     | 1.3 | 2.0 | .643 |    |    | 2.1  | 1.3 |    |     |    | 2.6 | 3.3  |
| 17 | John Rennicke   | 22   | 6  |    | 9.0  | 0.7 | 3.0  | .222 |    |     |     | 0.5 | 1.5 | .333 |    |    | 1.5  | 0.2 |    |     |    | 1.2 | 1.8  |
| 18 | Jerry Fowler    | 24   | 6  |    | 6.8  | 0.7 | 2.2  | .308 |    |     |     | 0.2 | 0.7 | .250 |    |    | 1.7  | 0.3 |    |     |    | 1.5 | 1.5  |
| 19 | John McConathy  | 21   | 11 |    | 9.6  | 0.4 | 2.6  | .138 |    |     |     | 0.5 | 1.3 | .429 |    |    | 1.8  | 0.7 |    |     |    | 0.6 | 1.3  |
| 20 | Charlie Black   | 30   | 13 |    | 9.0  | 0.5 | 2.4  | .194 |    |     |     | 0.4 | 0.9 | .417 |    |    | 2.4  | 0.7 |    |     |    | 2.4 | 1.3  |